# 仮倉駅
仮倉駅（カチャンえき）は朝鮮民主主義人民共和国平安南道北倉郡にある、朝鮮民主主義人民共和国鉄道省平徳線の駅。

## 隣の駅
朝鮮民主主義人民共和国鉄道省
平徳線
松南青年駅 - 仮倉駅 - 北倉駅